# Jaime Sin
Jaime Lachica Sin  (辛海梅; 辛海棉), né le 31 août 1928 à New Washington et mort le 21 juin 2005, est un cardinal philippin, archevêque de Manille de 1974 à 2003. 

## Biographie
Jaime Sin est ordonné prêtre le 3 avril 1954 pour le diocèse de Jaro.
Nommé évêque auxiliaire de Jaro le 10 février 1954, avec le titre d'évêque titulaire d'Obba (de), il est consacré le 18 mars suivant.
Le 15 janvier 1972, il est archevêque coadjuteur de Jaro, avec le titre d'archevêque titulaire de Massa Lubrense (de). Il en deviendra l'archevêque titulaire le 8 octobre suivant.
Deux ans plus tard, le 21 janvier 1974, il est nommé archevêque de Manille. Il conserve cette charge pendant près de 30 ans, se retirant le 15 septembre 2003.
Il est créé cardinal par le pape Paul VI lors du consistoire du 24 mai 1976 avec le titre de cardinal-prêtre de S. Maria ai Monti.
Bien qu'électeur, il ne participe pas au conclave qui élit le pape Benoît XVI, étant trop malade pour voyager. Il meurt quelques semaines plus tard, le 21 juin 2005.

## Prises de position
Le cardinal Sin faisait partie des principaux dirigeants religieux d'Asie, réputé pour ses prises de position sur des sujets aussi variés que la pauvreté, la politique, la guerre en Irak. 
Il avait fait son apparition sur la scène internationale en 1986 quand il avait demandé aux philippins d'encercler les sièges de la police et de l'armée à Manille, pour protéger les dirigeants qui avaient rompu avec le dictateur Ferdinand Marcos. Ce dernier avait finalement dû quitter le pouvoir après une révolution non-violente. En juillet 2003, le cardinal avait appelé la population à la vigilance quelques heures avant une tentative de coup d'État manquée contre la présidente Gloria Arroyo.